# کنیوستا
شهر کنیوستا (به سوئدی: Knivsta) در ناحیه شهری کنیوستا در کشور سوئد واقع شده‌است. جمعیت این شهر ۱۶۳۳٫۲۴  نفر است.